# El robot de Sherwood
El robot de Sherwhood (Robot of Sherwood) es el tercer episodio de la octava temporada moderna de la serie británica de ciencia ficción Doctor Who, emitido el 6 de septiembre de 2014, escrito por Mark Gatiss y dirigido por Paul Murphy. El episodio narra una aventura del Doctor y Clara en la Inglaterra medieval, dónde cruzan su camino con el afamado Robin Hood, con  los actores invitados Tom Riley y Ben Miller, que interpretan a Hood y el sheriff de Nottingham, respectivamente.

## Argumento
El Doctor le ofrece a Clara la oportunidad de que sea ella la que escoja el próximo destino de la TARDIS, y ella dice que quiere conocer a Robin Hood. A pesar de que el Doctor le avisa de que Robin Hood es un personaje de ficción, la lleva a la Inglaterra de la época en la que se ambientan sus historias, y para sorpresa de ambos, la TARDIS se materializa justo en frente de Robin Hood. El Doctor no confía en él, y se muestra incrédulo cuando Robin les lleva a conocer a sus hombres, todos como cuentan las historias. Cuando al día siguiente se presentan al concurso de la flecha de oro, todo se complica cuando los hombres del Sheriff de Nottingham revelan ser robots, lo que lleva al Doctor a pensar que Robin es un robot igual que ellos.

## Producción

### Guion
En una entrevista para Doctor Who Magazine, el escritor Mark Gatiss explicó que su intención para el episodio era «mostrar al Doctor con Robin Hood en 45 minutos». Luego expandió: «La premisa es intrínsecamente divertida, pero no pensaba en él como un episodio divertido cuando lo estaba escribiendo. Plantea grandes preguntas, pero definitivamente es frívolo.»

### Rodaje
El rodaje del episodio tomó parte en Forest Fawr el 15 de abril de 2014, y posteriormente en el Castillo de Caerphilly el 17 de abril.
El 4 de septiembre de 2014, BBC anunció que una escena de decapitación de la parte final del episodio había sido eliminada, debido a los recientes asesinatos de los periodistas James Foley y Steven Joel Sotloff a manos del grupo terrorista Estado Islámico.

## Recepción

### Recepción de la crítica
La recepción por parte de la crítica fue entre positiva a mezclada. Dan Martin de The Guardian dio una crítica en conjunto positiva, alabando el guion de Mark Gatiss y la interpretación de Peter Capaldi, Jenna Coleman y Tom Riley, pero criticó el papel más secundario del Doctor en el episodio, y que la duración de 45 minutos no era suficiente para hacer justicia al mito. Patrick Mulkern de Radio Times fue extremadamente positivo con el episodio. Lo llamó "un soberbio, ingenioso, y cálido encuentro entre dos héroes". Se mostró agradablemente sorprendido por el episodio ya que no le daba muy buenas expectativas, pero descubrió que fue "un episodio deslumbrante". Alabó "el guion elegante y enormemente ingenioso que desarrolla una trama coherente", y la interpretación de Capaldi, Coleman, Riley y Miller. También alabó las réplicas entre el Doctor y Robin Hood como "uno de los números cómicos dobles más divertidos que se han visto en Doctor Who". Michael Hogan de The Telegraph alabó el episodio y le dio cinco estrellas sobre cinco. Dijo que este es el episodio en el que "Capaldi hizo suyo de verdad al Doctor", y le encantó su canalización de Malcolm Tucker en su Doctor, que pensó que permitió algunos momentos verdaderamente cómicos. Pensó que "esto fue auténtica diversión familiar y uno de los episodios más hilarantemente divertidos de los últimos años".
Tim Liew de Metro criticó al episodio por intentar ser "demasiado divertido" y presentar a un Doctor "cuyo comportamiento choca con los episodios anteriores". Simon Brew de Den of Geek comentó el tono ligero del episodio, en contraste con los dos episodios de apertura de Capaldi, y lo calificó de "muy entretenido" y "maravillosamente tonto". Escribió que Robot of Sherwood es "la clase de Doctor Who que buscas cuando tienes una hora libre, y solo quieres conseguir una gran sonrisa en la cara". Alabó la interpretación de Capaldi y su rutina cómica, y las réplicas entre Capaldi y Riley como "simplemente deliciosas". IGN hizo una crítica mezclada, llamándolo "una aventura frívola y endeble de usar y tirar para el nuevo Doctor".
Neela Debnath de The Independent se mostró crítica hacia el episodio, llamándolo "una decepción aburrida y sin sentido". Pensó que fue "un episodio de piezas mal unidas que no tenían mucho sentido", sin "ningún resquicio para la esperanza tampoco". Criticó el paso hacia atrás de Clara hacia la "chica de colegio con un ligue", y se mostró crítica hacia las interpretaciones de Riley y Miller, llamándolas "demasiado caricaturizadas para esta nueva era de Doctor Who". Calificó a Robot of Sherwood como el punto flojo de la octava temporada.
Forbes se mostró más positivo hacia este episodio que hacia los dos anteriores, aunque también señalaron el cambio de personalidad del Doctor, pero alabó a Capaldi por encontrar "suficiente cuerda en el guion para llevar su interpretación al papel". Les encantó la "capa extra que desarrollaba la historia ambientándolo todo como una película de Errol Flynn de los años treinta", y el desarrollo de los personajes en que "cada personaje tenía otro caparazón a su alrededor". Sin embargo, pensaron que la historia tenía muy poca "sustancia" y que "sufre de un pobre montaje y dirección".

### Recepción de la audiencia
Las mediciones nocturnas de audiencia mostraron que el episodio tuvo una audiencia de 5,2 millones de espectadores.